# Marko Baša
Marko Baša [markɔ baʃa] (serbisch-kyrillisch Марко Баша; * 29. Dezember 1982 in Trstenik) ist ein ehemaliger montenegrinischer Fußballspieler, der auch die serbische Staatsangehörigkeit besitzt.

## Vereinskarriere
Baša begann seine Karriere bei Prva petoletka Trstenik in seiner Heimatstadt. Von dem Viertligisten wechselte Baša zur Saison 2000/01 zum OFK Belgrad in die erste Liga. In der Saison 2001/02 wurde er an den FK Banat Zrenjanin ausgeliehen, ehe er zum OFK Belgrad zurückkehrte. Zur Spielzeit 2005/06 wechselte Baša nach Frankreich zum UC Le Mans. Hier war er zum Ende seiner Zeit im Verein Mannschaftskapitän. Im Sommer 2008 wechselte er zu Lokomotive Moskau, nachdem er lange auch von Borussia Dortmund umworben wurde.

## Nationalmannschaft
Baša nahm mit der Auswahl von Serbien und Montenegro an den Olympischen Spielen 2004 teil. Am 16. November 2005 bestritt sein erstes von drei A-Länderspielen für die Auswahl von Serbien und Montenegro.
Nach der Unabhängigkeit Montenegros hatte Baša, da sein Vater Montenegriner ist, die Möglichkeit, sich für eine der beiden Nationalitäten zu entscheiden. Am 16. August 2006 wurde er für ein Spiel gegen Tschechien in den Kader Serbiens berufen, trat jedoch, wohl wegen einer Verletzung, nicht an.
Im März 2007 wurde von der montenegrinischen Presse kolportiert, Baša habe sich für Montenegros Auswahl entschieden. Bei deren erstem Länderspiel am 24. März 2007 trat er jedoch nicht an. Im Mai reagierte er nicht auf Montenegros Verantwortliche, die ihn in den Kader für den Kirin Cup berufen wollten. Da Marko Baša auch eine Einladung für ein Freundschaftsspiel Montenegros am 22. August gegen Slowenien nicht annahm, kündigte Nationalcoach Zoran Filipović an, ihm keine weiteren Einladungen zu schicken. Im März 2009 wurde der Spieler jedoch abermals berufen, woraufhin er am 28. März gegen Italien sein Nationalmannschaftsdebüt gab.